# Geschichte der Erbschaftsteuer
Die Geschichte der Erbschaftsteuer umfasst die Entwicklung der Besteuerung des Übergangs von Vermögenswerten eines Verstorbenen an Erben von der Frühgeschichte bis zur Gegenwart. Die Erbschaftsteuer ist eine der ältesten nachweisbaren Steuern. Sie wird anlässlich des Todes einer Person (des Erblassers) entweder unmittelbar vom Nachlass oder beim Erben von seinem Erwerb erhoben.

## Frühe Ursprünge
Die Erbschaftsteuer soll bereits im sumerischen Reich erhoben worden sein. Nachgewiesen ist sie als Besitzwechselabgabe im Alten Ägypten für das Jahr 117 v. Chr. und ebenfalls schon für die Römische Republik. In der Römischen Kaiserzeit wurde sie seit dem Jahr 8 n. Chr. mit wenigen Ausnahmen in Höhe von fünf Prozent bis zum 4. Jahrhundert erhoben. Im Mittelalter spielte die Erbschaftsteuer in Europa keine besondere Rolle und tauchte dort dann zuerst wieder im Mittelmeerraum als frühes Finanzierungsinstrument der italienischen Stadtstaaten auf. Bekannt waren aber bereits als Vorläufer im frühen Mittelalter an den Tod oder Besitzwechsel anknüpfende vom Lehns- bzw. Standesherrn erhobene Abgaben auf in Erbpacht vergebenes Land, Mortuarium genannt. Auch überschnitt sie sich mit in der Neuzeit erhobenen Stempelabgaben, die auch auf Urkunden wie Testamente und Erbschaftsverträge anfallen konnten. Bereits von Anbeginn waren mit der Erhebung der Erbschaftsteuer einerseits die Frage nach einer wertabhängigen Progression und andererseits die der Freistellung von nahen Familienangehörigen verbunden.

## Wiedereinführung der Steuer in Europa
In Schweden findet sich der früheste Nachweis eines Erbschaftsteuergesetzes in Form des jüngeren Westgotengesetzes (västgötalagen) im 14. Jahrhundert, wonach der Erbe 1/10 des ererbten beweglichen Vermögens abgeben musste. Während des Spanisch-Niederländischen Unabhängigkeitskrieges wurde die Erbschaftsteuer Ende des 16. Jahrhunderts in den dortigen Provinzen eingeführt, im 17. Jahrhundert folgten einige deutsche Länder (Braunschweig, Lüneburg und Hamburg). In Baden wurde 1654 im Landrecht der Markgrafschaft Baden-Durlach eine Erbschaftssteuer für entfernte Verwandte des Erblassers als Lacherbengeld eingeführt. England führte die Erbschaftsteuer 1694, Frankreich 1703, Österreich 1759, Dänemark und Norwegen 1702 ein. Auf dem Gebiet der Schweiz wurde sie seit 1798 erhoben. 1873 erließ Preußen das erste moderne umfassende Erbschaftsteuergesetz auf deutschem Gebiet, gefolgt von Hamburg 1894 und Baden 1899. Nach der Einführung des Bürgerlichen Gesetzbuchs zur Jahrhundertwende 1900, das erstmals eine Vereinheitlichung des Erbrechts brachte, wurde 1906 auf der Grundlage des als Vorbild dienenden preußischen Erbschaftsteuergesetzes ein Reichserbschaftsteuergesetz erlassen.

## Ideengeschichtliche Entwicklung
Ideengeschichtlich geht die Erbschaftsteuer in der Neuzeit auf die Auseinandersetzung mit der Frage nach der Gewährung des Erbrechts zurück. Adam Smith hielt sie für sinnvoll, die Ablehnung einer Erbschaftssteuer hielt er für unbegründbar. Die Frühsozialisten wie Henri de Saint-Simon forderten eine Abschaffung des Erbrechts, weil hierdurch die ungleiche Vermögensverteilung aufrechterhalten werde. Das Kommunistische Manifest übernahm zwar diese Forderung, aber später nahmen sie Karl Marx und Friedrich Engels wieder ausdrücklich zurück. Denn erst die Vergesellschaftung der wichtigsten Produktionsmittel, darunter auch Grund und Boden, würde eine Beseitigung der ungerechten Verteilung erzielen:

„Wie jede andere bürgerliche Gesetzgebung sind die Erbschaftsgesetze nicht die Ursache, sondern die Wirkung, die juristische Folge der bestehenden ökonomischen Organisation der Gesellschaft, die auf das Privateigentum in den Mitteln der Produktion begründet ist. […] Das Verschwinden des Erbschaftsrechts wird das natürliche Resultat eines gesellschaftlichen Wechsels sein, der das Privateigentum im Produktionsmittel verdrängt, aber die Abschaffung des Erbrechts kann niemals der Ausgangspunkt einer solchen Umgestaltung sein.“

Eine Auseinandersetzung mit der sozialpolitischen Bedeutung von Erbrecht und Erbschaftsteuern spielte auch bei der frühen sozialdemokratischen Opposition im preußischen Parlament und im Reichstag keine besondere Rolle. Der um 1900 in Italien, Frankreich und England heftig diskutierte, nach seinem Urheber Eugenio Rignano benannte Plan, durch Erbschaftsteuererhebung innerhalb von drei Generationen alles Erbvermögen zu konfiszieren, erlangte bei den politischen Diskussionen um die Erbschaftsteuer in Deutschland keine besondere Bedeutung, obgleich schon 1905 ins Deutsche übersetzt. Andererseits wurde die Erbschaftsteuer seit Anbeginn von ihren Gegnern stets als Angriff auf und Eingriff in die Familie angesehen.

## Nationales

### Deutschland
In Deutschland wurde eine einheitliche Erbschaftsteuer im Jahr 1906 eingeführt.
Das Erbschaftsteuergesetz von 1906 führte eine progressive Besteuerung ein, nahm jedoch die Ehegatten und die Kinder von der Besteuerung aus. In den Jahren 1908 und 1909 wurde im Reichstag zwar die Frage der Einbeziehung auch der Ehegatten und Kinder in die Besteuerung heftig diskutiert, jedoch von der Mehrheit schließlich als Eingriff in die Familien abgelehnt. Erst mit der Steuer- und Finanzreform 1919 des Reichsfinanzministers Matthias Erzberger (Deutsche Zentrumspartei) fand dann wieder eine allgemeine Erbschaft- und Schenkungsteuergesetzgebung statt, mit der nunmehr erstmals auch die Ehegatten und Kinder der Steuerpflicht unterworfen wurden. Sie bildeten die erste Steuerklasse mit einem progressiv ansteigenden Steuersatz von 4 bis 35 %. Bei Dritten und fernen Verwandten stieg der Spitzensteuersatz (ab einem Wert von einer Million Mark) auf 70 %, der noch um 20 % auf 90 % angehoben wurde, wenn der Erbe bereits ein 100.000 Mark übersteigendes Vermögen besaß. Ebenfalls wurde eine zusätzliche Nachlasssteuer bis zu fünf Prozent erhoben. Jedoch bereits 1922 kam es zu einer neuen Reform, in der der Spitzensteuersatz der Steuerklasse 1 halbiert und die Ehegatten wieder gänzlich befreit wurden, was 1925 für kinderlose Ehegatten zurückgenommen wurde. Die Nachlasssteuer wurde abgeschafft und die Steuerklassen differenziert. Seither haben sich alle nachfolgenden Erbschaftsteuergesetze in diesem Rahmen bewegt.
Seit 1955 (Bundesrepublik Deutschland) werden die Ehegatten wieder generell zur Erbschaftsteuer veranlagt, die Last wurde aber durch im Laufe der Jahrzehnte mehrmals angehobene Freibeträge gemindert, dies gilt auch für Kinder. Der Spitzensteuersatz in der Steuerklasse I (Ehegatte, Kinder) betrug 15 %, in der Steuerklasse V (Fremde, ferne Verwandte) 60 %. Im Jahr 1974 wurden unter der sozialliberalen Koalition (SPD/FDP) die Steuersätze für die Familien drastisch erhöht, wodurch eine Verdoppelung des Steueraufkommens erreicht wurde. Der Freibetrag für Ehegatten betrug 250.000 DM, für Kinder 90.000 DM und für sonstige Erben 3000 DM. Mit der Steuerreform 2008 wurden die Freibeträge für Ehegatten auf 300.000 Euro und für Kinder auf 200.000 Euro erhöht, zudem wurde zugunsten von Ehegatten ein Versorgungsfreibetrag eingeführt. In der nächsten Steuerreform wurden die dann bis heute gültigen Sätze von 500.000 Euro für Ehegatten und 400.000 Euro für Kinder (jeweils je Elternteil) eingeführt.
Die Einnahmen aus der Erbschafts- und Schenkungssteuer stiegen 2015 auf einen Rekordwert von 6,3 Milliarden Euro. Das waren 15 Prozent mehr als 2014. Insgesamt wurde 2015 ein Gesamtbetrag von 102 Milliarden Euro vererbt oder verschenkt, wovon 57 Milliarden Euro wegen der Freibeträge steuerfrei blieben.

### Österreich
In Österreich wurde die Erbschaftsteuer 2007 von Verfassungsgerichtshof aufgehoben, weil die Bemessungsgrundlage für Grundstücke (der Einheitswert)  gegen den Gleichheitsgrundsatz verstoßen hatten. Da der Gesetzgeber (SPÖ/ÖVP-Regierung Gusenbauer) nicht reagierte, entfiel die Steuer. Sie wurde aber durch diverse Anpassungen, insbesondere die Grunderwerbssteuer, die bei entgeltlichem wie auch unentgeltlichen Vermögensübertragungen im Immobilienbereich anfällt, ersetzt. Sie wurde 2015 deutlich erhöht. Sonstiges Vermögen, insbesondere Hausrat und sonstige bewegliche Güter, aber auch endbesteuerte Sparguthaben, bei denen die Kapitalertragsteuer (KEST) eingehoben wird – für diese galten vorher Ausnahmeregelungen nach Höhe des vererbten Vermögensgutes und nach dem Verwandtschaftsgrad zwischen Erben und Erblasser – bleiben aber unbesteuert.